# خالد السمهري
خالد السمهري لاعب كرة قدم بحريني يلعب حاليا لصالح نادي الدرجة الأولى الحد البحريني في خط الدفاع من 2011.

## الإنجازات
- الدرجة الأولى (1): 2016
- كأس ملك البحرين (1): 2015